# Princessa (wafel)
Princessa – pokryty mleczną, deserową lub białą czekoladą wafel, przekładany kremem o różnych smakach: mlecznym, kakaowym, czekoladowym, orzechowym, kokosowym. Pierwotnie produkowany przez firmę Goplana, którą to w 1994 roku wykupił koncern Nestle. W 2004 roku Nestle odsprzedała markę Goplana koncernowi Jutrzenka, pozostawiając sobie prawa do wafelka Princessa. 
Odmiana Princessa Gold przekładana jest kremem arachidowym i dodatkowo posypana orzechami.
Do wafelków tych nawiązuje nazwa gatunku chrząszcza Marcepania princesa.